# Anne Marden
Anne Marden (nach Heirat Grainger; * 12. Juni 1958 in Boston) ist eine ehemalige US-amerikanische Ruderin. Sie gewann 1984 die olympische Silbermedaille im Doppelvierer und 1988 die olympische Silbermedaille im Einer.

## Sportliche Karriere
Die 1,70 m große Marden belegte bei den Weltmeisterschaften 1978 den vierten Platz mit dem US-Achter, wechselte aber dann zum Skullrudern. Bei den Weltmeisterschaften 1979 ruderte sie mit dem Doppelvierer auf den sechsten Platz, 1981 erreichte sie im Einer den achten Platz. 
Bei den Olympischen Spielen 1984 kehrte Anne Marden nach zwei Jahren Pause in das US-amerikanische Nationalteam zurück. Der US-Doppelvierer mit Anne Marden, Lisa Rohde, Joan Lind, Virginia Gilder und Steuerfrau Kelly Rickon gewann den zweiten Vorlauf und erhielt im Finale hinter den Rumäninnen und knapp vor dem dänischen Boot die Silbermedaille.
Bei den Weltmeisterschaften 1985 siegte im Einer Cornelia Linse aus der DDR. Hinter der Rumänin Valeria Răcilă gewann Marden die Bronzemedaille. Nach einem fünften Platz im Einer bei den Weltmeisterschaften 1986 trat Anne Marden bei den Weltmeisterschaften 1987 mit Barbara Kirch im Doppelzweier an und gewann hinter den Bulgarinnen und den Rumäninnen die Bronzemedaille. Bei den Olympischen Spielen 1988 in Seoul trat Marden wieder im Einer an. Die Vorläufe in Seoul wurden von Marden, Jutta Behrendt (DDR) und der amtierenden Weltmeisterin Magdalena Georgiewa (Bulgarien) gewonnen. Diese drei Ruderinnen machten dann letztlich auch die Medaillen im Finale unter sich aus, Behrendt siegte vor Marden und Georgiewa. 
Von 1990 bis 1992 trat Marden zwar noch im Ruder-Weltcup an, konnte sich aber bei den Weltmeisterschaften nicht mehr vorn platzieren. 1992 belegte sie im Finale der Olympischen Spiele in Barcelona den vierten Platz mit einer Sekunde Rückstand auf die kanadische Drittplatzierte Silken Laumann.